# Автострада A1 (Италия)
Автострада A1 (итал. Autostrada A1 или Autostrada del Sole — Солнечная автострада) — итальянская автомагистраль, связывающая Милан и Неаполь через Болонью, Флоренцию и Рим. Длина автострады — 759 км, что делает её самой длинной итальянской автострадой.
Является частью европейских автодорог E 35 и E 45.
Строительство автострады началось в 1956 году, а вся трасса была открыта 4 октября 1964 года тогдашним президентом Антонио Сеньи.